# Ground Master 400
Ground Master 400 је француски 3Д осматрачки дигитални радар великог домета са активним фазним антенским низом ("AESA"), који ради у С-опсегу. Производ је компаније Thales Group.

## Намена
Дизајниран да пружи високе могућности брзог распоређивања и преживљавања посаде, ГМ-400 се уклапа у компактни контејнер од 6 метара, у комплету са системом за подизање и може се монтирати на камион и спремити за рад за мање од једног сата (обучена посада и за пола сата). Радарски оператори такође могу да користе мамце постављене на радару како би се осигурала још већа могућност преживљавања прецизних непријатељских ваздушних удара.

## Опис
Радар је, ако је на камионској шасији, високо мобилан и може бити транспортован и авионом или хеликоптером. Радар поседује максимални домет од 470 km (за циљ величине тактичког борбеног авиона), може открити крстарећу ракету на даљини већој од 250 km, максимални домет по висини је 30,5 km, осим авиона, хеликоптера, беспилотних летелица и крстарећих ракета може открити и тактичке балистичке ракете. Радар долази у мобилној или опционално стационираној варијанти.
најновија верзија GM400α, представљена 2021. године, има домет од 515 километара те детектује и прати циљеве путем напредних алгоритама вештачке интелигенције. Оперативна функционалност радара је већа од 98,5%.
Просечно време рада без кварова је дуже од 3.000 часова. Годишње одржавање траје свеукупно 30 часова. ГМ-400 се може користити самостално или као увезани део мреже за заштиту ваздушног простора.

## Корисници
- Бангладеш - 2[4]
- Боливија - 4
- Грузија - /[5]
- Естонија - 2
- Малезија - 2
- Мароко - 3
- Немачка - 6
- Сенегал - 2[6]
- Словенија - 2
- Србија - наручена непозната количина[7]
- Финска - 12
- Француска - 12
- Чиле - 4